# Новопорічанська сільська бібліотека
Історія.

У 1925 році центром масової роботи серед населення став сільбуд, що на перших порах розміщався в одній із кімнат "Рогатої школи". Сільбуд не мав штатного завідуючого, але робота в ньому вирувала.
Одним із перших завідуючих сільською бібліотекою був  М.Й.Кобилянський. Вона була розташована теж в "Рогатій школі". З конфіскацією у 1927 році попівського будинку в ньому розмістилась сільрада і бібліотека. Бібліотека займала невеличку кімнату з боку саду і мала окремий вихід від клубу. В ній нараховувалось біля сотні книг художньої літератури і кілька десятків брошур політичного та наукового змісту.
Пізніше бібліотеку і сільбуд перемістили в будиночок який стояв біля церкви.Старожили згадують, що в цій бібліотеці працювали такі люди: Вандоляк Ніна Людвіківна, Дем'янова Софія Федорівна та Мамона Роза Іванівна. А в 1961 році цю бібліотеку прийняла Дочак Марія Трохимівна
. В 1967 році був збудований новий будинок культури. На другому поверсі була відведеня кімната під бібліотеку. Завідуюча була Дончак М.Т., яка працювала з 967 року по 1973 рік. В 1973 році бібліотеку прийняла Падура Галина Сергіївна. Фонд бібліотеки становив 13000 екземплярів. При бібліотеці існували клуб за інтересами "Клуб ветеранів", індивідуальні групи читачів "Тваринники", "Механізатори", "Рослиництво". Один раз в тиждень бібліотека робила виїзд з книгами на ферму та польовий стан де обслуговувала читачів.Падура Г.С. пропрацювала до 2008 року і пішла на заслужений відпочинок.

У 2008 році бібліотеку приймає Падура Оксана Леонідівна, яка закінчила Кам'янець-Подільський  коледж культури з відзнакою. У бібліотеці зроблено капітальний ремонт, провели газове опалення, встановили пластикові вікна. При бібліотеці обслуговується дві групи індивідуальних читачів: "Вчителі", "Місценве самоврядування", 510 читачів, з них 48 дітей. Фонд бібліотеки становить 6721 документ, з них 6709 книг і 11 підшивок газет.
Згодом при аварійному стані будинку культури в 2022 році бібліотеку і будинок культури переводять в "Рогату школу". Для бібліотеки виділили одну кімнатку, в якій розмістились книги української художньої літервтури та дитячі книги. Зроблені патріотичні виставки, куток полеглим героям та краєзнавча виставка. Фонд бібліотеки становить 5764 документів. Проводяться різні масові заходи, також бібліотека займається волонтерством і допомагає фронту.

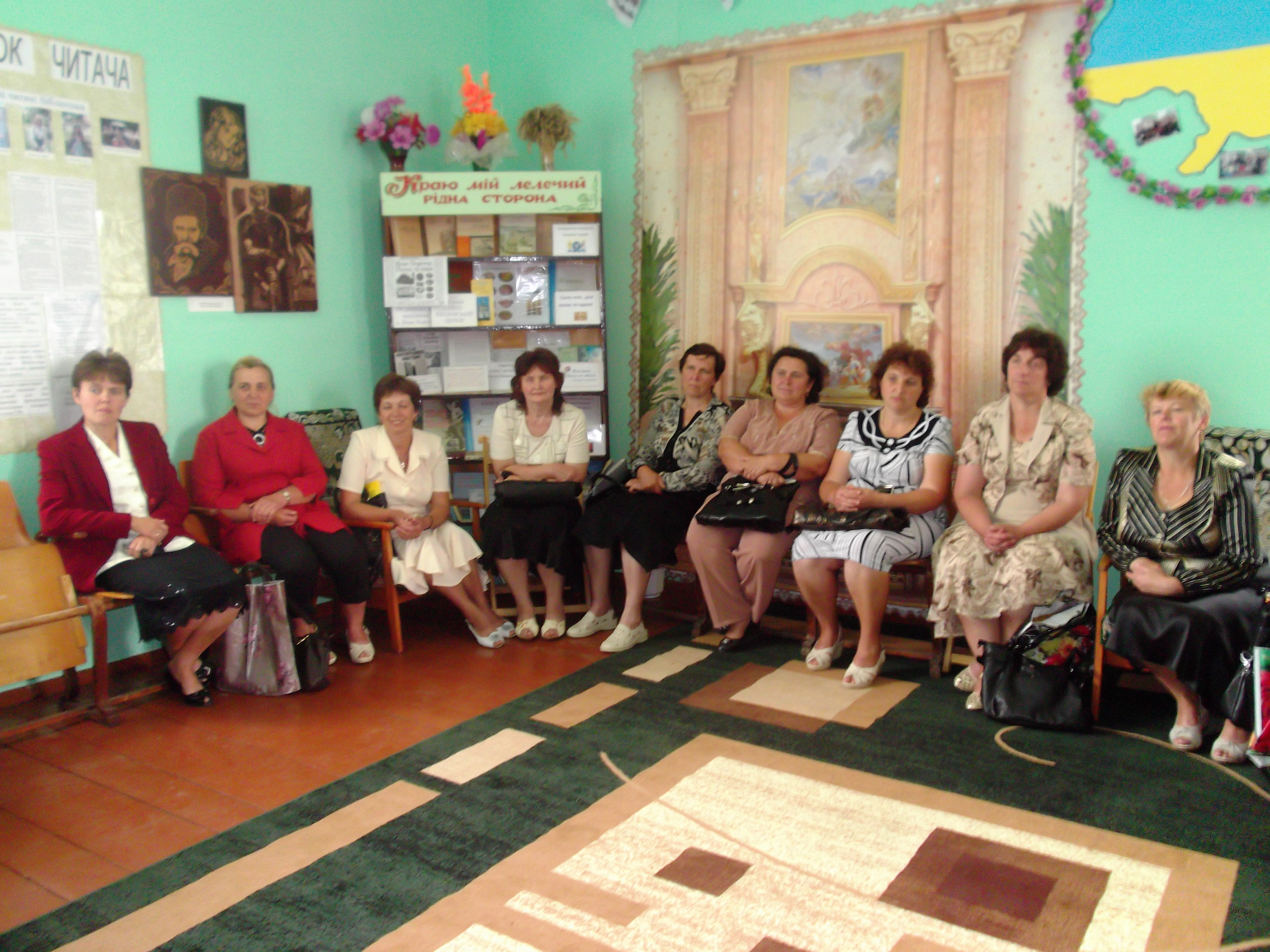